# Abigaïl (Bible)
Pour les articles homonymes, voir Abigaïl.
Dans la Bible, Abigaïl (en hébreu : אֲבִיגָיִל, « ma joie est en Dieu») est la femme de Nabal (en), un riche marchand. Elle devint l'épouse de David après la mort de Nabal. Elle fut la mère d'un des fils de David.

## Histoire biblique
La vie d'Abigaïl est racontée dans le 1er livre de Samuel (chapitre 25).
Abigaïl vivait à Maon. Son époux, Nabal, était un riche éleveur de brebis et de chèvres. Pendant la tonte, David et ses hommes avaient veillé sur les terres de Nabal et avaient protégé ses troupeaux. David lui envoya ses messagers. Mais Nabal leur fit cette réponse :
1. « Qui est David ? Qui est le fils d'Ichaï ? Il y en a beaucoup aujourd'hui d'esclaves qui s'échappent de chez leurs maîtres ! »
2. « J'irai prendre mon pain, mon eau, la viande que j'ai tuée pour mes tondeurs, et tout donner à des gens qui viennent on ne sait d'où ! »

David prit ombrage de l'ingratitude exprimée par Nabal. L'épouse de Nabal, Abigaïl fut informée de l'incident et afin d'éviter que David ne songe à se venger et que la ruine tombe sur son mari et ses biens, Abigaïl, sans en informer son époux, se rendit auprès de David avec de la nourriture pour David et ses hommes. Elle l'exhorta : 
1. « Que mon seigneur veuille bien ne pas prendre garde à ce vaurien de Nabal; il est bien ce que son nom indique : Nabal, Fou ; et il l'est. »...
2. « C'est le Seigneur qui t'a empêché de répandre le sang et de te venger de ta main. »
3. Accepte donc le présent que ta servante apporte à mon seigneur ; qu'il soit distribué aux gens de ta suite... »

Ensuite elle lui rappela que Dieu lui assurera une longue descendance. 
Le théologien américain Jon D. Levenson identifia cet acte comme une « préfiguration indéniable » de la prophétie de Nathan dans le deuxième livre de Samuel- chapitre 7,. Alice Bach, professeur d'études religieuses, souligne qu'Abigaïl a formulé une prophétie cruciale. Le Talmud considère Abigaïl comme une des sept prophétesses du Tanakh. Cependant, Jon D. Levenson suggère qu'Abigaïl « détecte la dérive de l'histoire » et que sa formulation est due à son intelligence plutôt que d'être une révélation spéciale.
Le lendemain matin, Abigaïl raconta toute l'histoire à Nabal. Environ dix jours après, « Nabal, frappé par le Seigneur, mourut ».
Lorsqu'il apprit la nouvelle, David revint à Maon et épousa Abigaïl.

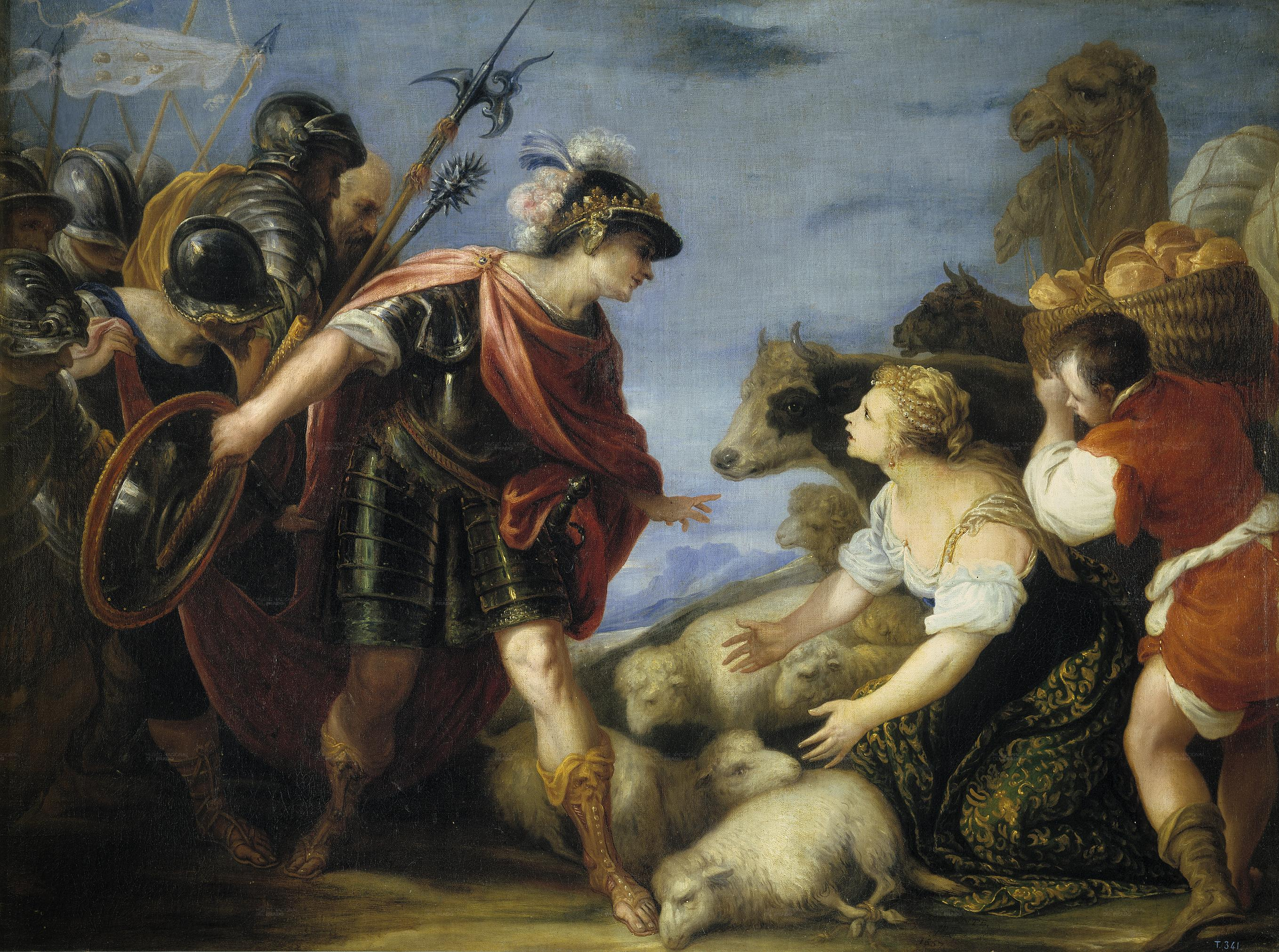
Prudente Abigail de Juan Antonio Escalante

Le premier livre de Samuel décrit Abigaïl comme « intelligente et belle ». Le Talmud amplifie cette image en la mentionnant comme étant une des « quatre femmes au monde supérieures en beauté ».
En ce qui concerne ses qualités morales, le théologien Abraham Kuyper, qualifie Abigaïl d'un « caractère très attrayant et possédant une foi inébranlable ». Alice Bach la considère comme étant subversive.
Le théologien Jon D. Levenson avance qu'Abigaïl pourrait être la même personne qu'Abigail, mère d'Amasa, bien que Richard M. Davidson souligne que « sur base de la forme finale de l'Ancien Testament, les références à Abigaïl dans les textes de la Bible indiquent deux personnes différentes ».

## Sépulture d'Abigail
D'après la tradition juive, Abigail est enterrée dans le Tombeau des Matriarches à Tibériade.

## Culture

### Peinture
- La prudente Abigail - Luca Giordano - 1696-1697 (Museo Nacional del Prado, Madrid)
- David et Abigail - Pieter van Lint
- La rencontre de David et d'Abigail - Pierre Paul Rubens (1630) (Washington-National Gallery of Art)
- David et abigail - Joseph Schönmann
- L'offrande d'Abigail - David Teniers l'Ancien
- David et Abigail - Frans Pourbus l'Ancien (1570) (Wien-Kunsthistoriches Museum)
- La rencontre de David et d'Abigail - Aelbert Cuyp (1620-1691) (Basel-Kunstmuseum)

### Art contemporain
- Abigaïl figure parmi les 1 038 femmes référencées dans l'œuvre d’art contemporain The Dinner Party (1979) de Judy Chicago. Son nom y est associé à Judith[18],[19]